# Leptonetela trispinosa
Espèce
Synonymes
- Leptoneta trispinosa Yin, Wang & Wang, 1984

Leptonetela trispinosa est une espèce d'araignées aranéomorphes de la famille des Leptonetidae.

## Distribution
Cette espèce est endémique du Hunan en Chine,. Elle se rencontre vers Changsha sur le mont Yuelu.

## Description
Le mâle holotype mesure 1,80 mm et la femelle paratype 2,17 mm.

## Systématique et taxinomie
Cette espèce a été décrite sous le protonyme Leptoneta trispinosa par Yin, Wang et Wang en 1984. Elle est placée dans le genre Leptonetela par Wang, Li et Zhu en 2020.

## Publication originale
- Yin, Wang & Wang, 1984 : « Three new species of the genus Leptoneta from China (Araneae: Leptonetidae). » Acta Zootaxonomica Sinica, vol. 9, no 4, p. 364-370.